# Ignacio Alustiza
Ignacio Alustiza Izaguirre (Barakaldo, 22 luglio 1931 – Barakaldo, 28 giugno 2006) è stato un calciatore spagnolo, di ruolo difensore.

## Caratteristiche tecniche
Era un difensore centrale con un buon senso della posizione. Era abile a giocare il pallone dalla difesa, verso i compagni in posizione avanzata.

## Carriera
Nel 1954 arrivò al Real Saragozza in prestito dall'Arenas Club de Getxo, dove era in prestito dall'Athletic Bilbao.
Esordì con il Real Saragozza in Segunda División, il 12 settembre, contro il Caudal. Gli aragonesi si qualificarono ai playoff per la promozione ma fallirono l'accesso alla Primera División.
La promozione arrivò nella stagione successiva, sempre tramite playoff. In quella stagione Alustiza segnò il suo primo e unico gol con il Real Saragozza, in una vittoria per 7-1 contro il La Felguera.
Esordì in Primera il 9 settembre 1956 contro il Celta Vigo. Restò al Real Saragozza per 8 stagioni, fino al 1962. Considerato uno dei migliori difensori della storia del club aragonese, collezionò 222 presenze con la maglia biancoblu.
Nel 1962 passò al Levante, in Segunda División. Restò per due stagioni al club di Valencia, pur giocando poche partite.
Visse la prima promozione del Levante in massima serie, scendendo in campo nel loro debutto assoluto in Primera División, il 15 settembre 1963, contro l'Español. A fine stagione si ritirò.